# 7517 Alisondoane
7517 Alisondoane este un asteroid din centura principală de asteroizi.

## Descriere
7517 Alisondoane este un asteroid din centura principală de asteroizi. A fost descoperit pe 03 ianuarie 1989 la Chiyoda de Takuo Kojima. Asteroidul prezintă o orbită caracterizată de o semiaxă mare de 2,45 ua, o excentricitate de 0,26 și o înclinație de 6,1° în raport cu ecliptica.